# Vaepellis varica
Vaepellis varica är en stekelart som beskrevs av Donald L.J. Quicke 1987. Vaepellis varica ingår i släktet Vaepellis och familjen bracksteklar. Inga underarter finns listade i Catalogue of Life.